# Heinrich Czerkus

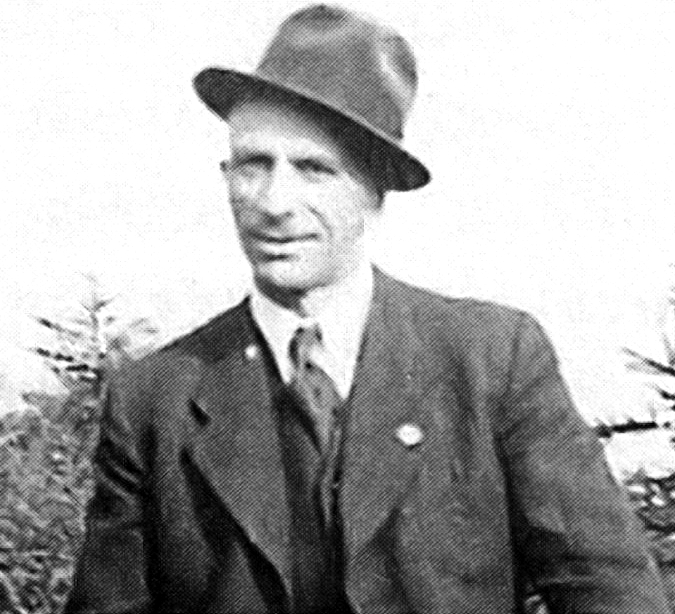
Heinrich Czerkus (wohl um 1940)

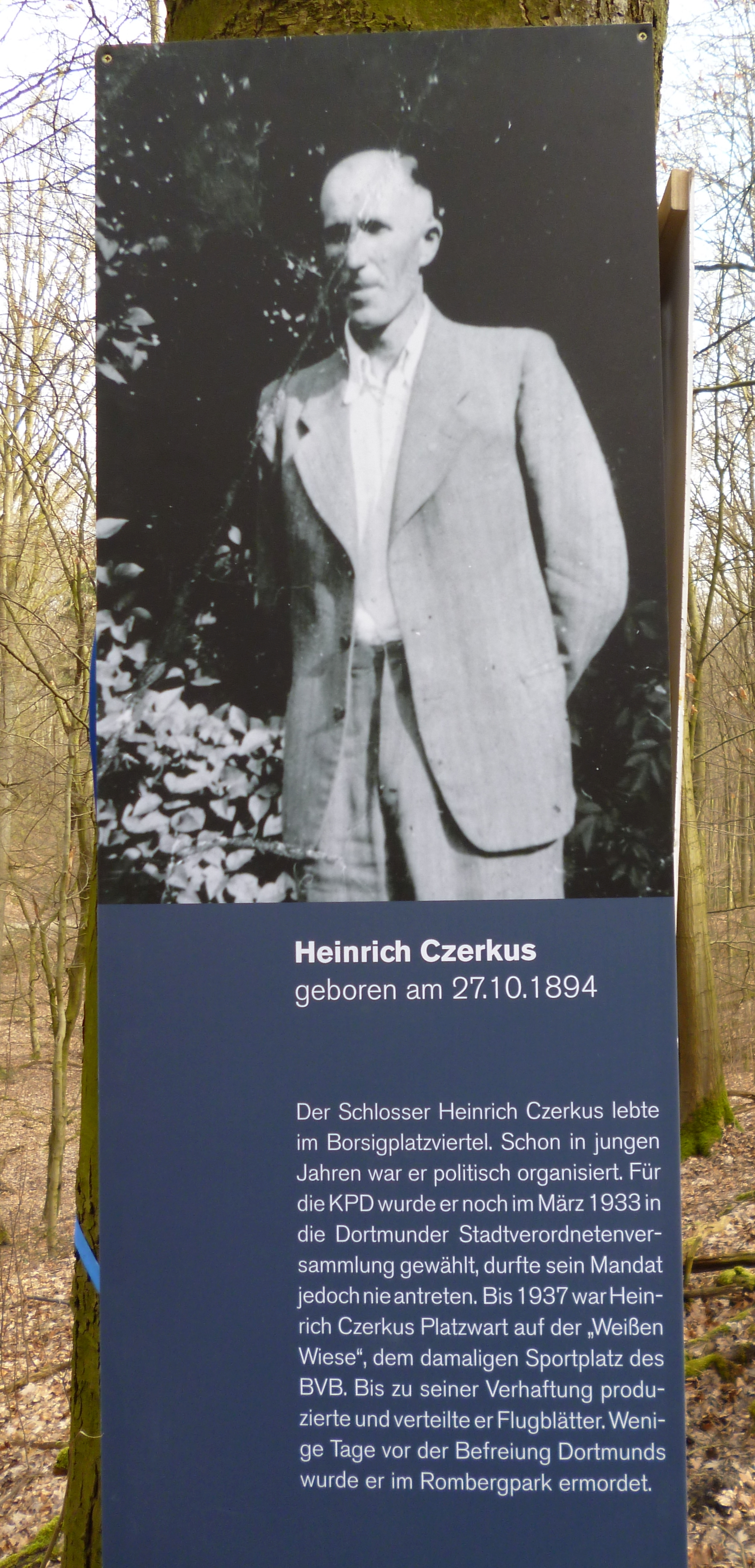
Gedenktafel am Mahnmal Bittermark

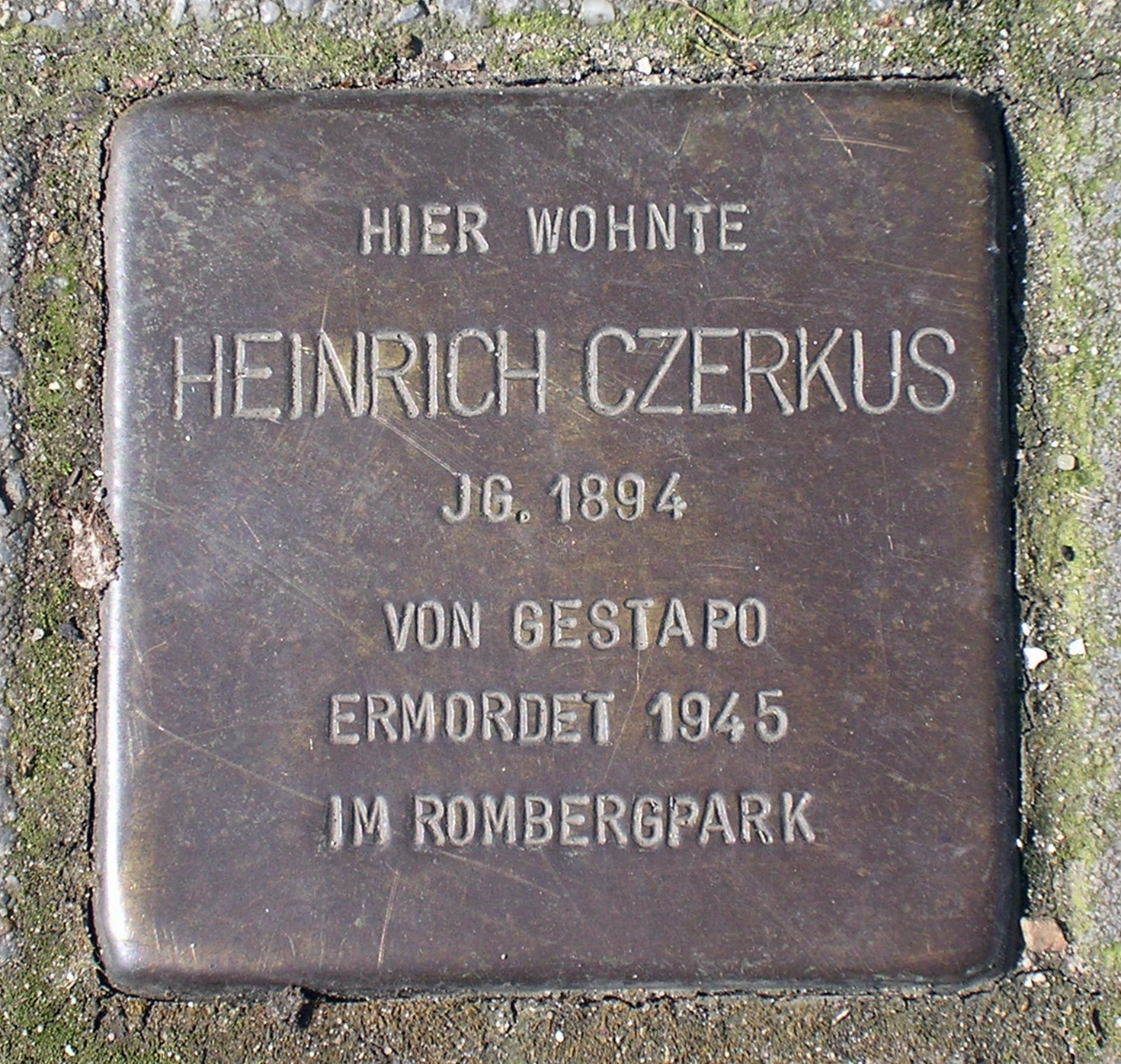
Stolperstein für Heinrich Czerkus

Heinrich Czerkus (* 27. Oktober 1894, Minge, Kreis Heydekrug, Memelland (heute Minija, Litauen); † Ende März/Anfang April 1945 in Dortmund) war ein deutscher Kommunist und Widerstandskämpfer gegen den Nationalsozialismus.

## Leben
Der gelernte Schlosser Heinrich Czerkus war bereits in der Weimarer Republik in der KPD tätig und wurde 1933 für die Partei in den Dortmunder Stadtrat gewählt. Beruflich arbeitete er für den heutigen Fußball-Bundesligisten Borussia Dortmund als Platzwart auf dem damaligen zentralen Vereinssportplatz Weiße Wiese, bis dieser durch das Stadion Rote Erde 1937 abgelöst wurde.
Nach der Machtergreifung der Nationalsozialisten fertigte und verteilte Czerkus illegale Schriften des kommunistischen Widerstands. Diese konnte er teilweise sogar auf der Vervielfältigungsmaschine von Borussia Dortmund herstellen. Bis kurz vor Ende des Zweiten Weltkrieges entging Czerkus den Versuchen der Gestapo, seiner habhaft zu werden.
Czerkus wurde dann im Rahmen einer Verhaftungswelle, die sich 1945 gegen Widerstandskämpfer, Zwangsarbeiter und Deserteure richtete, von der Gestapo festgenommen. Zwischen dem 7. März und dem 12. April 1945 ermordete die Gestapo ihn und rund 300 andere Widerstandskämpfer, Deserteure und Zwangsarbeiter im Rahmen der Karfreitagsmorde. Die Opfer wurden in den letzten Kriegswochen in einem Auffanglager auf dem Gelände des Hörder Bergwerks- und Hütten-Vereins interniert und anschließend im Rombergpark, auf dem Eisenbahngelände zwischen Hörde und Berghofen und in der Bittermark ermordet.

## Erinnerung
In Erinnerung und zur Ehrung findet in Dortmund seit 2004 jährlich der „Heinrich-Czerkus-Gedächtnislauf“ der Naturfreunde Dortmund-Kreuzviertel statt. Dieser führt vom Stadion Rote Erde zum Mahnmal Bittermark und wird vom Fanprojekt Dortmund sowie dem Heinrich Czerkus BVB-Fanclub unterstützt. 2011 gehörte der Altinternationale des BVB, Siggi Held, zu den Unterstützern des Laufes. Im Jahre 2009 wurde im Stadion Rote Erde eine Gedenktafel für Czerkus eingeweiht. Seit 2012 unterstützt auch der BVB den Lauf und so konnten am Karfreitag 2012 gut 500 Teilnehmer begrüßt werden, BVB-Präsident Reinhard Rauball gab das Startsignal. Nach Czerkus wurde eine Straße im Neubaugebiet Hohenbuschei im Dortmunder Stadtteil Brackel unweit des Trainingsgeländes des derzeitigen Fußball-Bundesligisten Borussia Dortmund benannt.
Am 4. Dezember 2006 wurde in der Schlosserstraße 42 in der nördlichen Dortmunder Innenstadt zum Gedenken an Czerkus ein Stolperstein verlegt.